# ビートルズ・アシュラム
ビートルズ・アシュラムは、ウッタラーカンド州の北インドの都市リシケーシュに近いアシュラム（僧院）。チャウラシ・クティアとも呼ばれ、ヒマラヤ山脈のふもと、リシケーシュのムニ・キ・レティ地区の向かい、ガンジス川の東岸に位置している。

## 概要
1960年代から70年代にかけて、超越瞑想法を考案したマハリシ・マヘーシュ・ヨーギーの国際瞑想アカデミーであり、弟子たちのトレーニング・センターであった。このアシュラムは、1968年2月から4月にかけて、ドノヴァン、ミア・ファロー、マイク・ラヴなどの有名人と共にビートルズのメンバーが瞑想を学んだことで、国際的な注目を集めた。その時に『ザ・ビートルズ』（ホワイト・アルバム）の多くの収録曲が作曲された。1990年代に廃墟となったが、2003年に地元の森林局に返還され、ビートルズ・ファンの聖地となる。廃墟であったが、2015年12月に正式に一般公開された。現在はビートルズ・アシュラムとして知られ、2018年2月にはビートルズのリシケーシュ訪問50周年を記念して展示会が開催された。

## 背景と場所

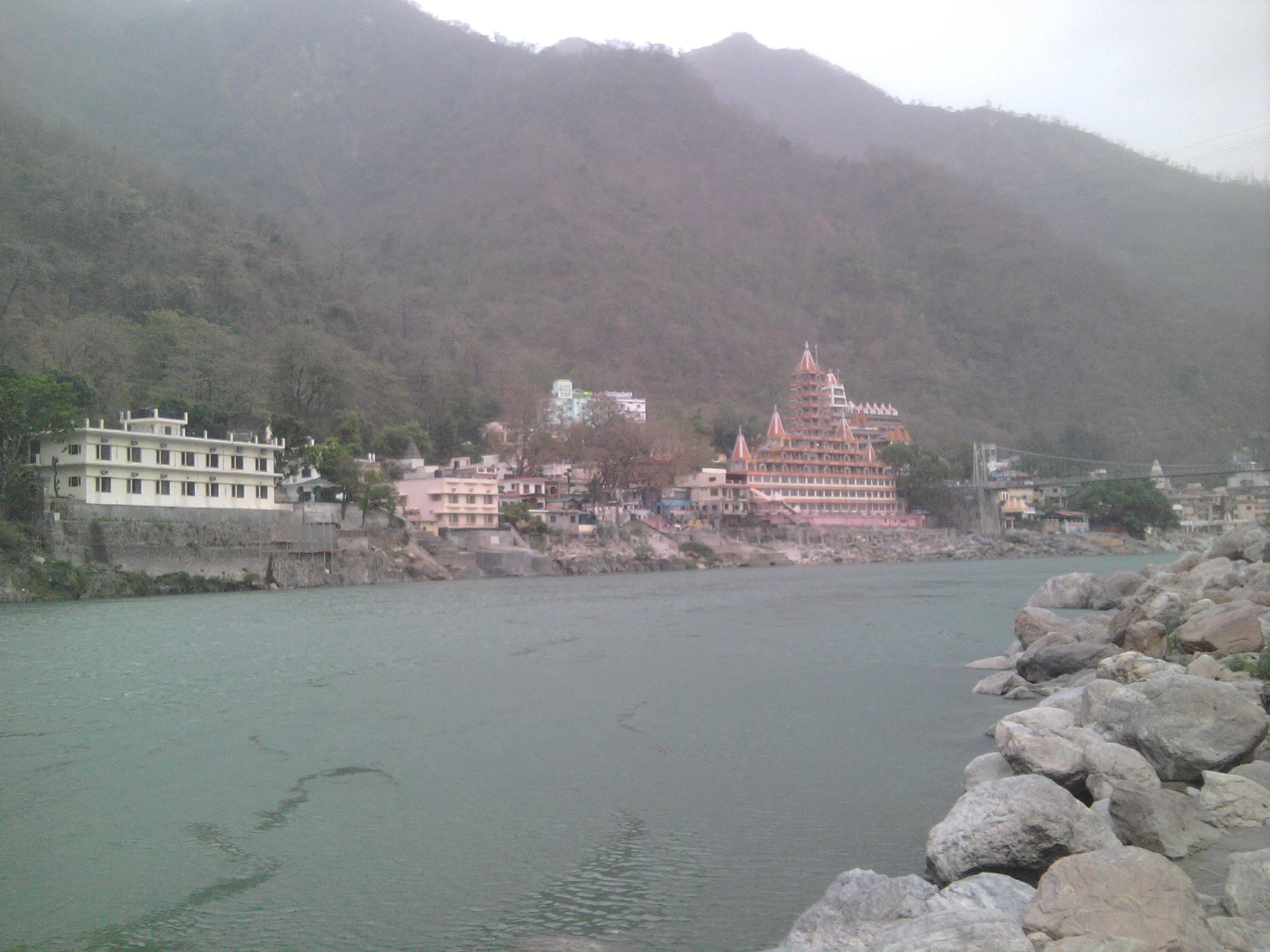
ビーチからのリシケーシュの眺め

1961年、マハリシ・マヘーシュ・ヨーギーはウッタル・プラデーシュ州の森林局からこの場所を借り受けた。この施設は、1963年にアメリカ人のドリス・デュークからの10万ドルの寄付で建設され、地元ではチャウラシ・クティア・アシュラムと呼ばれ、一部の瞑想者はシャンカラチャリヤ・ナガルと呼んでいる。マハリシによって「国際瞑想アカデミー」と名付けられた。この場所は宗教的に重要な場所であり、「世界のヨーガの首都」として知られているリシケーシュ地域の多くのアシュラムの1つであった。
アシュラムは、リシケーシュのムニ・キ・レティ地区の真東、市の北部、川の対岸に位置している。1960年代後半には、リシケーシュ中心部の北東5km（3.1マイル）のタポバン村にあるラクシュマン・ジューラ歩道橋を経由して、崖の上の施設にアクセスできた。川を2マイル下って戻り、急な岩道をマニクートまで登る。別の方法として、1986年に建設された現在のラムジューラ吊り橋の近くからフェリー・サービスを利用することもできた。曲がりくねった穴だらけの未舗装の道路に沿って何マイルもアシュラムに向かう。

## 施設

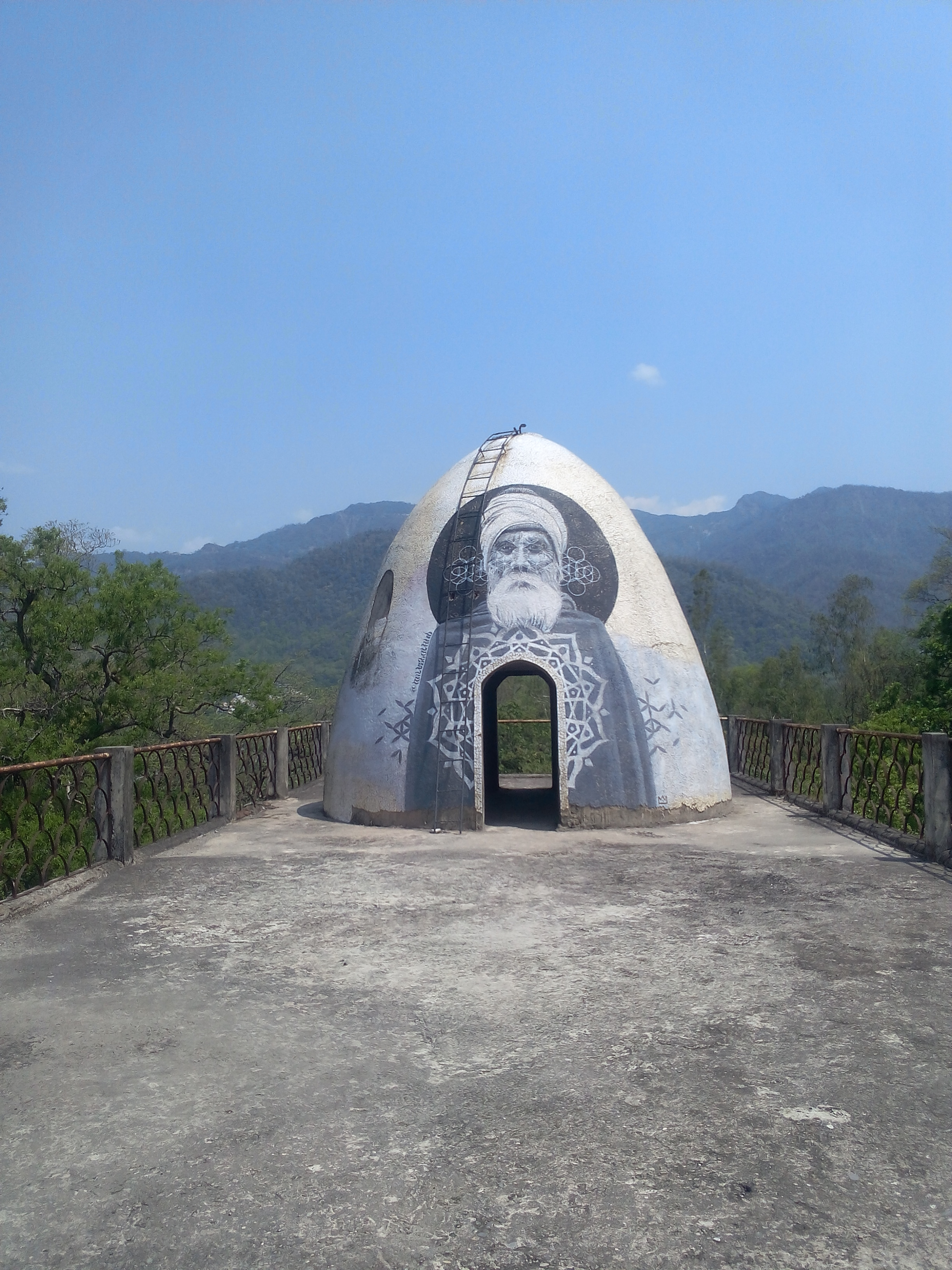
瞑想ドームの屋上

トレーニング・センターは西洋の習慣に合うように設計されており、「豪華」で「怪しげ」と様々に表現されていた。数十人を収容できるように建てられ、石造りのバンガローにはそれぞれ5つの部屋があった。1970 年にアシュラムで最初の瞑想を行った 超越瞑想の弟子である著者のスーザン・シャムスキーによると、この施設は「絶え間なく建設中」であった。いくつかの石造りの小屋に加えて、プリと呼ばれる宿泊施設ブロックがあり、それぞれに6つの独立した部屋が含まれていた。マハリシの住居は、他の建物から離れた場所にある長くてモダンなスタイルのバンガローであった。2015年にこの場所を訪れたジャーナリストのレイモンド・チョンによると、チャウラシ・クティアという名前はヒンディー語で「84の小屋」を意味する。彼はまた、あまり伝統的でないデザインの側面についてもコメントしている。シュムスキーは、マハリシのバンガローは「シンプルなレンガ、コンクリート、石」の建物であり、ビートルズがアシュラムに滞在した後のメディアで一般的に描かれている豪華な宿泊施設とはかけ離れていると書いている。
敷地はワイヤー・フェンスで囲まれており、内部の豊富な野生生物に対するバリアとして機能していたフェンスの向こうには、チーク、グァバ、シソの木が生い茂る森があり、中には赤いハイビスカスの花壇でいっぱいの庭園がある。敷地の入口には門番があり、「審問所」の標識があり、金網の中に白いピケット・フェンスが張られていた。
マハリシは、2階建ての講堂で弟子たちに演説した。この天井の高い建物には、屋根と同様に長い窓があり、鳥やサルに人気の生息地を提供していた。キッチン・ブロックは敷地の後方にあった。食事は、木製の格子棚の上にあるオープン・ダイニング・エリアで共同で行われた。
1968年初頭のビートルズの滞在のために、当時のマハリシの側近の1人であるラビンドラ ダモダラによると、4つの小さな石で覆われた建物がメイン・センターからアシュラム ゲートまでの小道に沿って建設された。これらのドーム型の「洞窟」には、はしごでアクセスできる隆起したプラットフォームがあり、ビートルズはそこで高度な瞑想を行うことができた。

## ビートルズの滞在
インドで超越瞑想を学んだビートルズは、アシュラムとリシケーシュに国際的な名声をもたらした。ビートルズとその側近は、2つの別々のグループに分かれて移動した。ジョージ・ハリスンとジョン・レノンは、それぞれの妻パティ・ボイドとシンシア・レノン、ボイドの妹ジェニーとともに、1968年2月16日にタクシーで6時間かけてデリーに到着した。ビートルズの後には記者や写真家の従者が続いたが、彼らは殆ど柵で囲まれた敷地から締め出されていた。スコットランドのシンガー・ソング・ライター、ドノヴァンはビートルズの直後に到着し、しして、ミア・ファロー、ビーチ・ボーイズのマイク・ラヴ、そしてジャズ・フルート奏者のポール・ホーンが他の何十人もの瞑想者の中にいたが、その全員がヨーロッパ人かアメリカ人であった。ビートルズの友人の1人で、電子技術者で発明家のアレクシス "マジック・ アレックス" マルダスは、アシュラムにマハリシのメッセージを放送する送信するラジオを提供することを期待されリシケーシュに招待された。
ビートルズが使用した宿舎には、電気ヒーター、水道、トイレ、英国式の家具が備わっていた。西洋の有名人の世話をするよう割り当てられたアメリカ人の弟子であるナンシー・クック・デ・エレーラによると、マヘーシュは近くの村から多くの「特別なアイテム」を手に入れ、ビートルズの部屋に壁一面の鏡、カーペット、壁装材、フォームマットレス、ベッドカバーを設置した。リンゴ・スターは後にアシュラムを「一種のスピリチュアルなバトリンズ」、低コストの英国の休暇キャンプと比較した。ビートルズは民族衣装を着用し、またアシュラムは敷地内に弟子用の服を作るテーラーを持っていた。一行は地元の町で買い物をし、自分用にサリーを購入し、男性用のシャツやジャケットの素材を購入した。これらの町にはデラドゥンとムスーリーがあり、そこでは中国のチベット侵略によって祖国を追われたチベット人が市場を開いていた。
ハリスンは、インドの楽器をデリーから配達するよう手配した 。彼はすべての弟子に参加を呼びかけ、建物の屋上で音楽の集会を開いた。アシュラムでの滞在は、ビートルズの作詞作曲にとって最も想像的な時期であった彼らの新しい楽曲の多くは、自然に触発され、周囲のシンプルさを反映している。レノンとポール・マッカートニーは滞在中に多くの楽曲を制作し、、後に1968年の「ザ・ビートルズ (アルバム)」にそれらの多くを収録した。 
ハリスンとレノンは、ビートルズの中で最も瞑想に熱心であり、最後までアシュラムに滞在した。マヘーシュに関わる不正疑惑の噂と、彼がビートルズを利用している可能性という2人のメンバーの懸念に基づき、4月12日、マヘーシュに対する不信感を強めた一行はアシュラムを離れた。その後マヘーシュを否定したにもかかわらず、ビートルズがアシュラムに滞在したことで社会の超越瞑想への関心は高まり、西洋の大衆文化における東洋のスピリチュアリティの研究が促進された。1991年にハリスンが個人的に謝罪した後、ビートルズに対する感情に関して尋ねられたマヘーシュは、「天使に腹を立てることは決してない」と答えた。

## ビートルズ・アシュラムとして公開

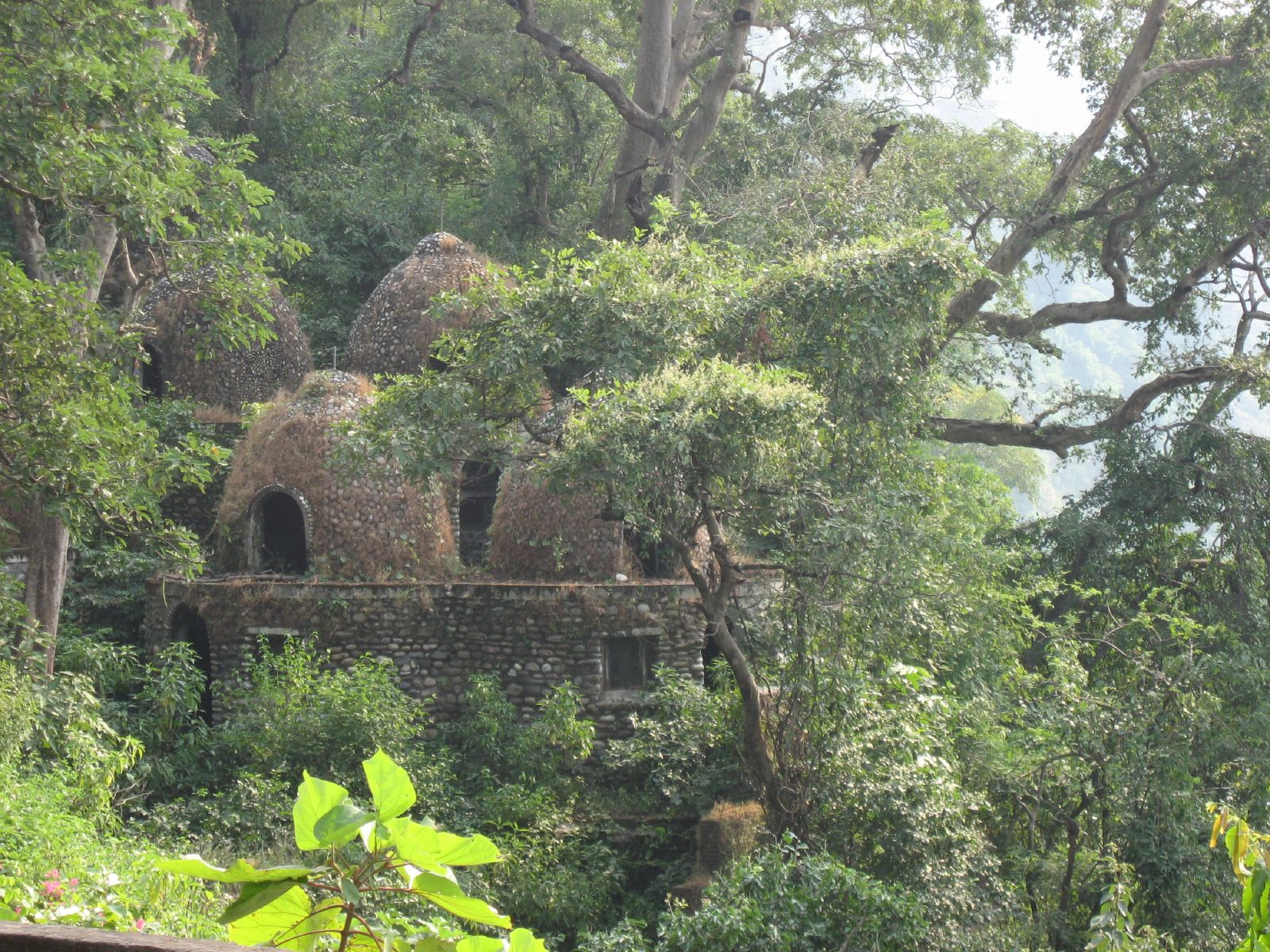
旧国際瞑想アカデミーの石の瞑想「洞窟」

マハリシは 1970年代にアシュラムの運営を放棄した。1981年にリースが満了したため、土地は1990年代半ばに現在のラジャジ・タイガー保護区の一部として政府によって埋め立てられた。その後、以前のアシュラムは、破壊行為とジャングルの侵入の結果として荒廃した。2003年、ラジャジ・タイガー保護区のラジャジ国立公園の管轄下に置かれた。

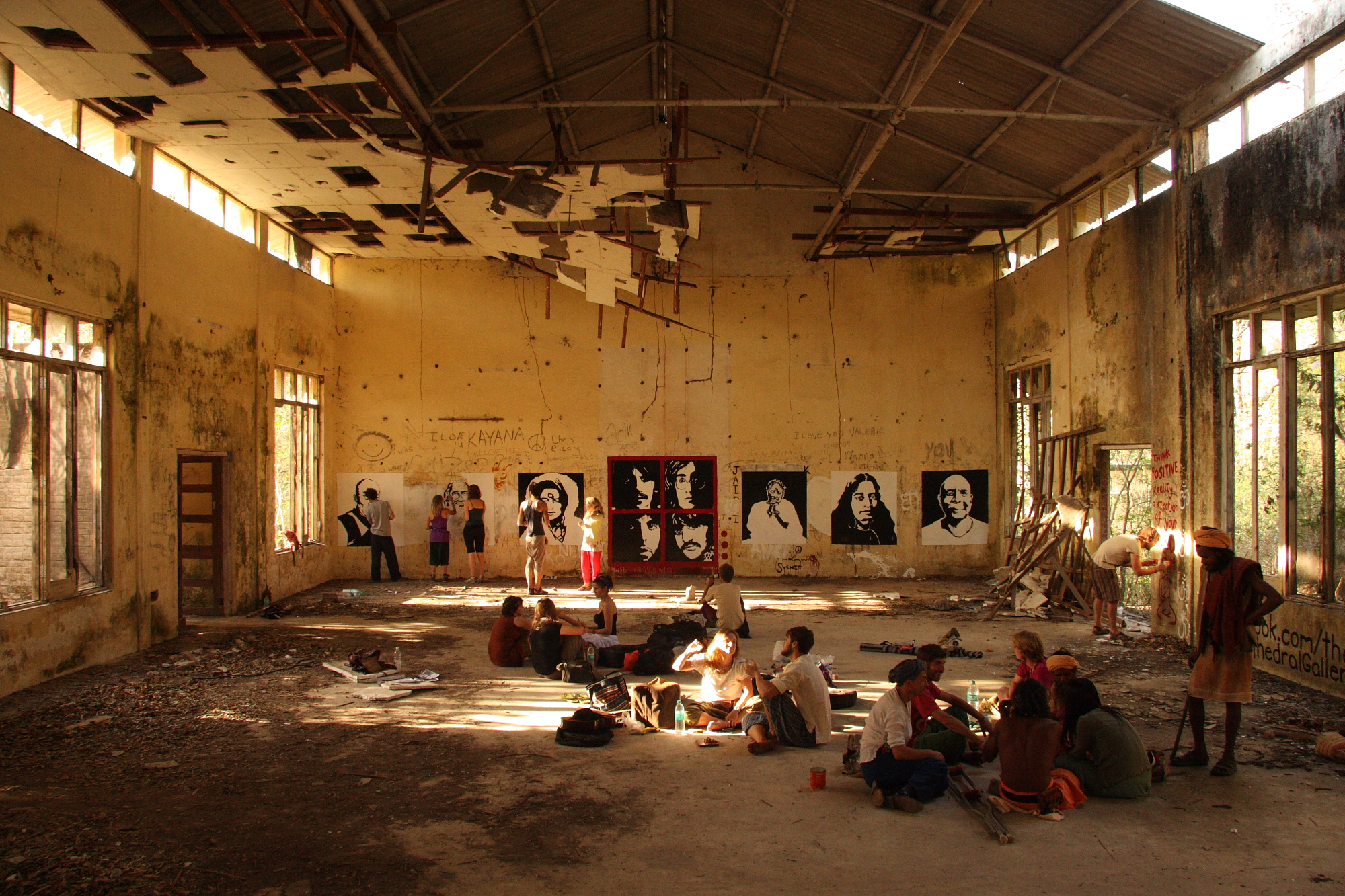
2012年、アシュラムの老朽化した瞑想ホールでの「ビートルズ・カテドラル・ギャラリー」のアーティスト

1990年代から、アシュラムへの訪問者は、ビートルズへのオマージュとして落書きを残すようになった。2012年、ストリート・アーティストのパン・トリニティ・ダスは、施設のかつての講堂であったサットサン・ホールを「再活性化」する目的で「ビートルズ・カテドラル・ギャラリー」を設立した。
2015年12月初旬、アシュラムは公式に一般公開された。このイベントと同時に、ラジャジ・タイガー・リザーブのディレクターは、既存の建物を「遺産建造物」として保存する意向を表明し、ウッタラーカンド州の外務大臣であるディネシュ・アグラワルは「単にビートルズとのつながりを求めて来たのではなく、自然の魔法、瞑想、ヨガを学びに来たのです。」と述べた。アシュラム遺跡を見る以外に、訪問者は自然散策やバードウォッチング・ツアーを利用できた。ウォール・ストリート・ジャーナルのレイモンド・チョンは、アシュラムを「ビートルズの伝承で最も有名な場所の1つ」と表現した。彼は、カテドラル・ギャラリーが「主要なアトラクション」であり、「完成したグラフィック・アートのショーケース」であると述べた。
2016年2月、カテドラル・ギャラリー・イニシアティブはビートルズ・アシュラム壁画プロジェクトとして生まれ変わり、ダスを含む 4 人のアーティストがホールの一連の壁画を制作するよう招待された。別のアーティストであるマイルズ・トーランドは、彼がリシケーシュで最初に撮影したスピリチュアルをテーマにしたシーンを描いた作品で、マハリシに敬意を表そうとしたと語った。
2018年2月、レノンとハリスンのリシケーシュ到着50周年を記念して、リバプールのビートルズ・ストーリー・ミュージアムで「The Beatles in India」というタイトルの 2年間の展示会が開催された。ビートルズ・アシュラムとして知られるチャウラシ・クティアで同様の祝賀会が行われ、敷地の完全な改修計画とビートルズとマハリシの博物館の設立が発表された。リバプールでの展覧会では、パティとジェニー・ボイドのビデオの寄稿、記念品やポール・サルツマンによる1968年の瞑想の写真、ラヴィ・シャンカール財団の厚意によるシタールが展示された。3月1日からリシケーシュで開催された2018年国際ヨーガ・フェスティバルでは、プログラムの3日間をビートルズ訪問の記念日に捧げた。

## ギャラリー

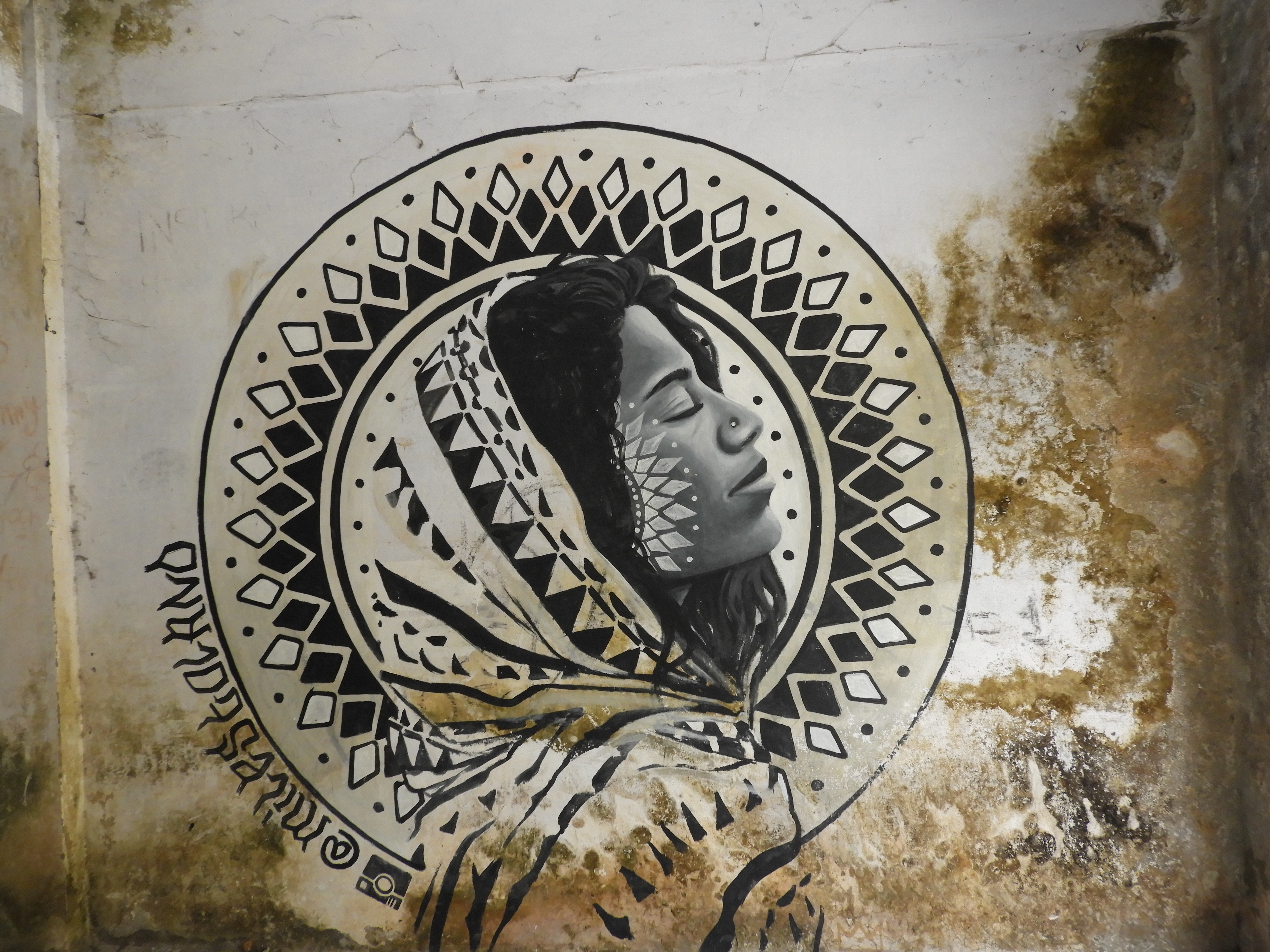
アシュラム壁画プロジェクトのために訪れたアーティストが制作した壁画
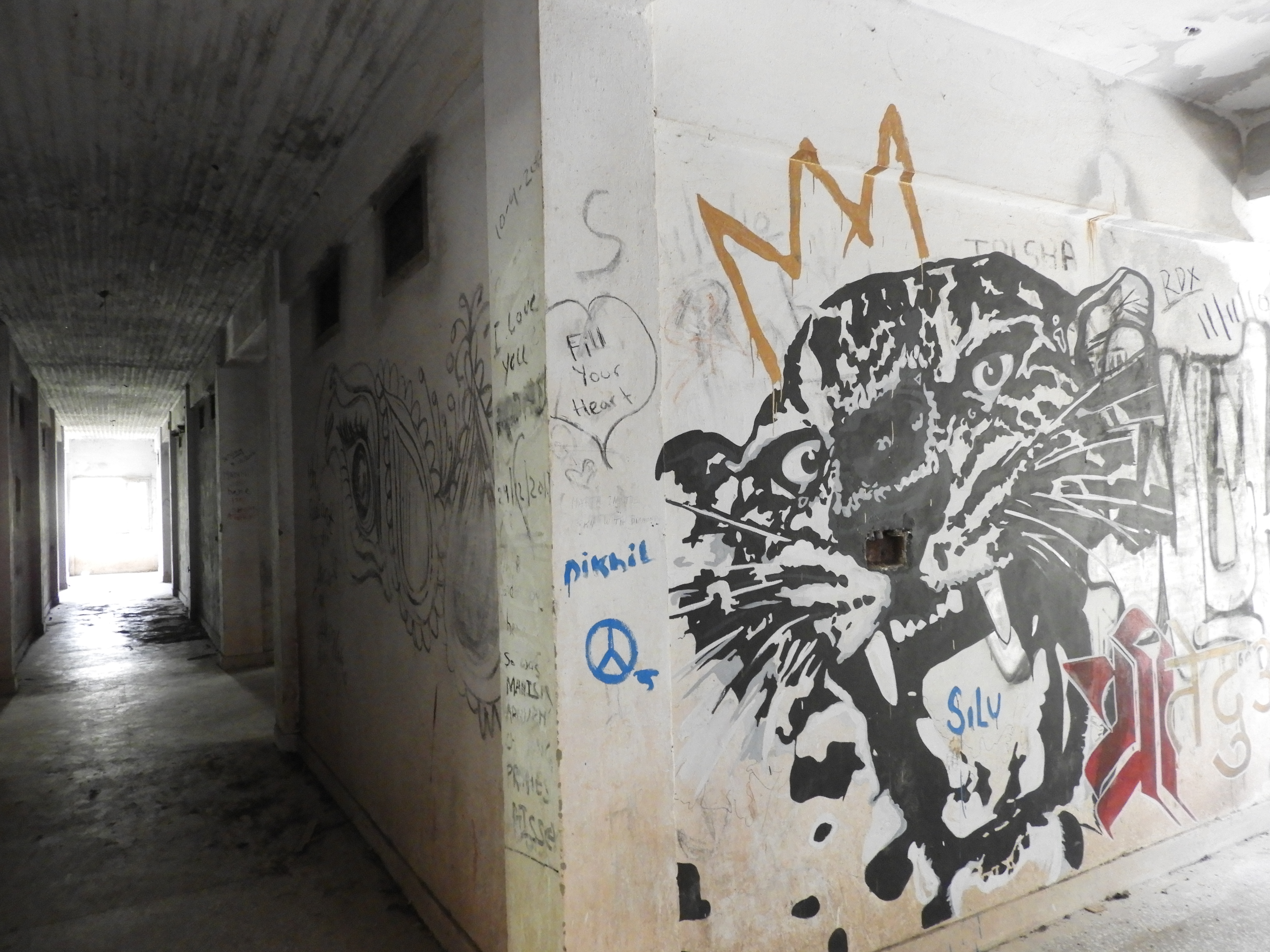
廃墟であったアシュラムの多くのアートワーク
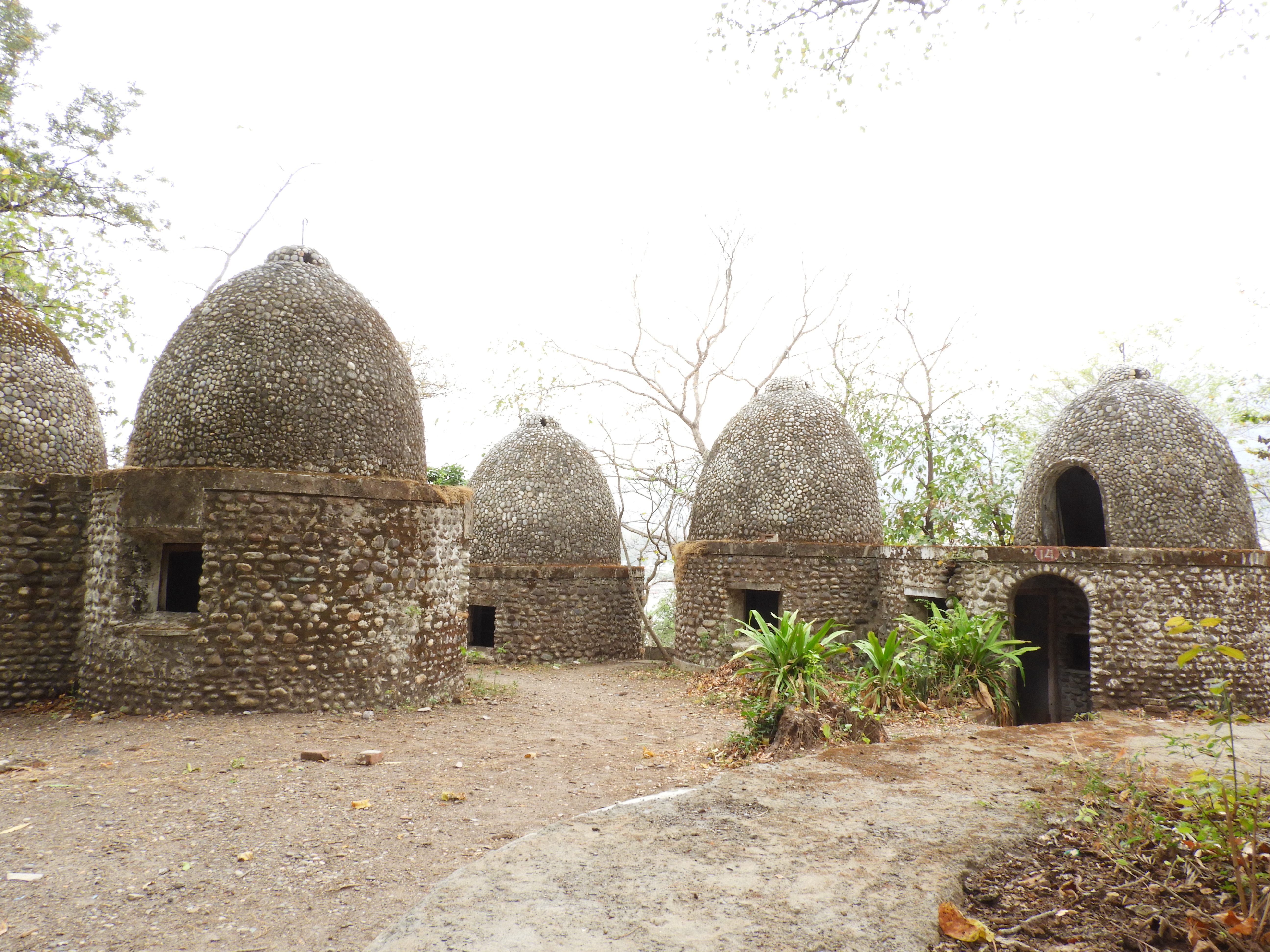
ガンジス川の石を使用し、1976年から78年に建てられた瞑想用の「洞窟」
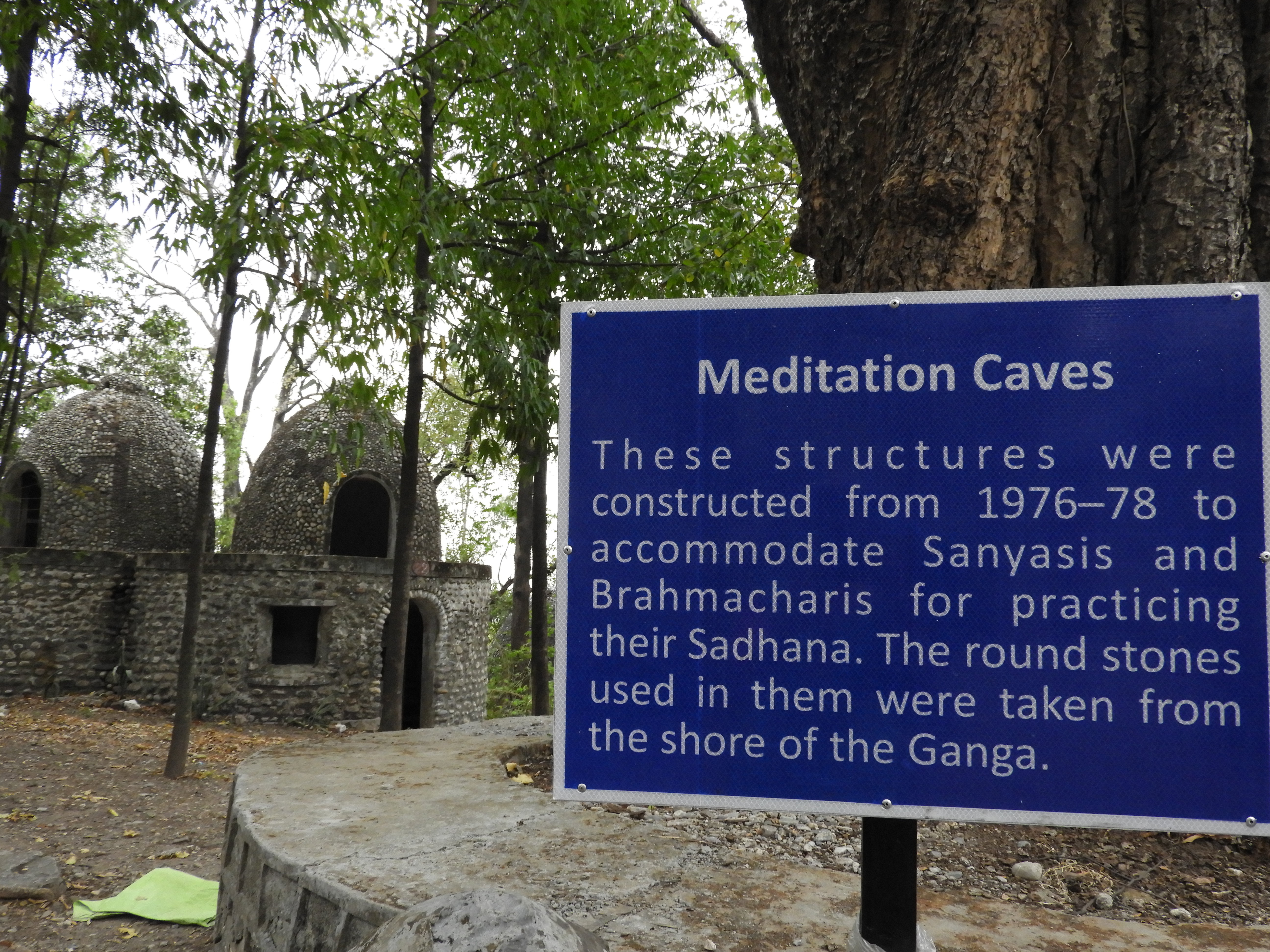
瞑想の洞窟前の案内板
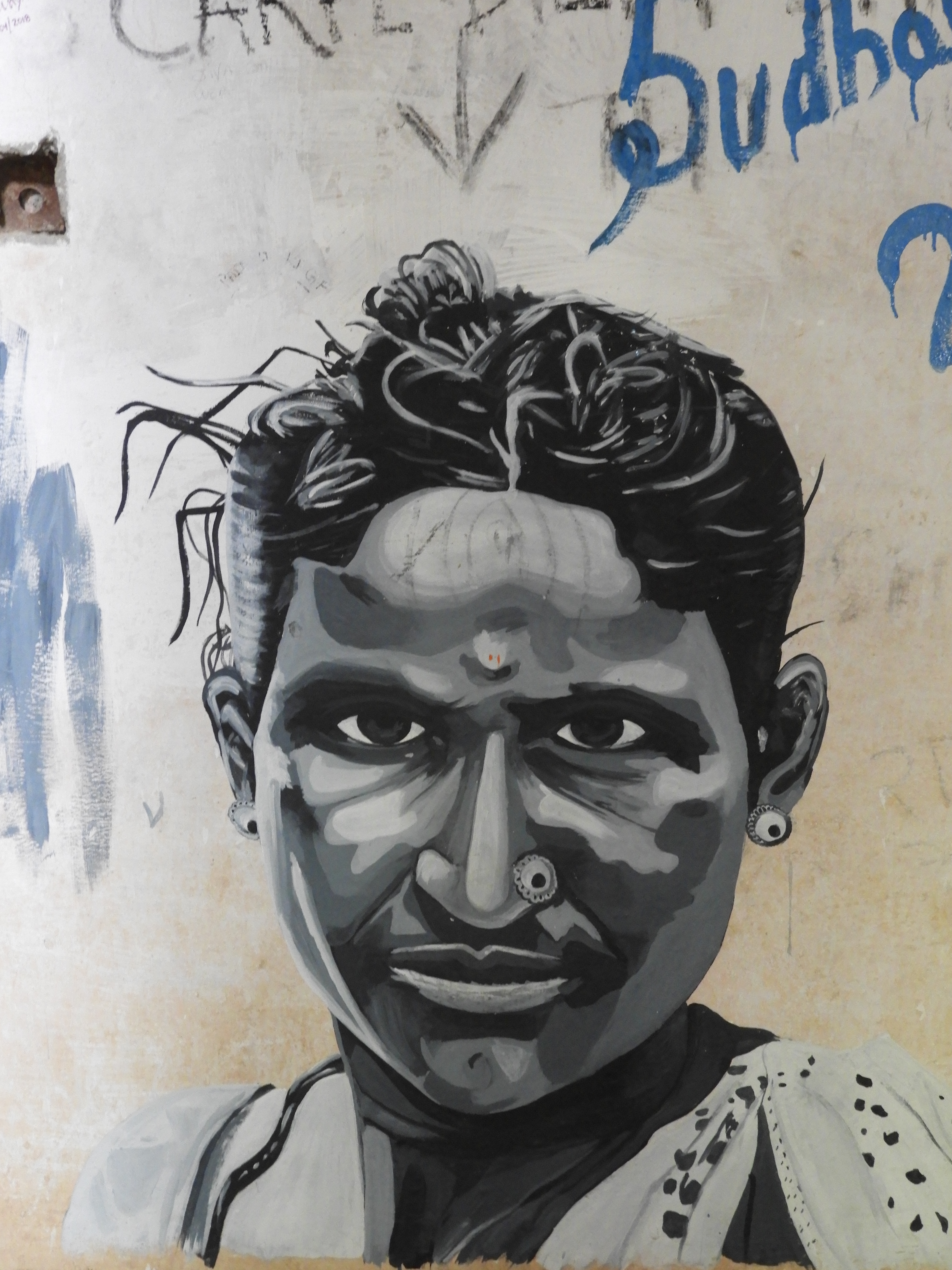
2010年代に制作された別の壁画
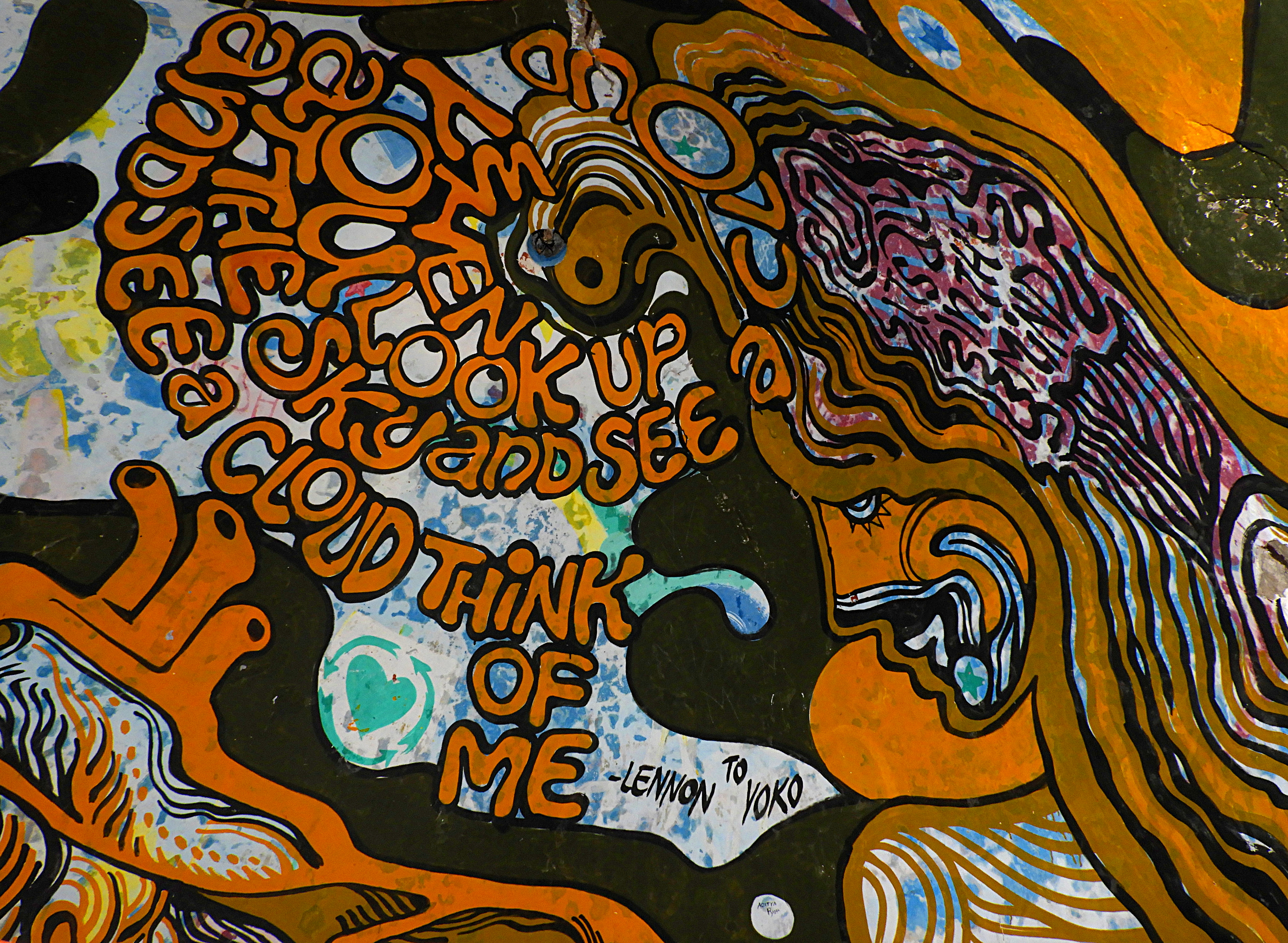
ジョン・レノンとオノ・ヨーコの愛を思い出す瞑想の洞窟の天井の落書き